# Palácio de Topkapı
O Palácio de Topkapı (em turco: Topkapı Sarayı) localiza-se na cidade de Istambul, na Turquia. Topkapı significa "porta do canhão". Foi construído por Maomé II, o Conquistador, logo após a conquista de Constantinopla, em 1453, e foi a residência dos sultões otomanos durante quatro séculos.
Atualmente o Palácio é dividido em várias salas de exposição com objetos de ouro (tronos, xícaras, talheres, berços, joias diversas cravejadas em pedras preciosas), prata, cerâmica, miniaturas, roupas e relíquias sagradas para os muçulmanos, como os pelos da barba e a marca do pé do profeta Maomé.
O palácio tem três portas:
- Porta Imperial
- Porta da Saudação
- Porta da Felicidade